# Верхес, Рубен
Рубен Верхес Фруйтос (исп. Ruben Verges Fruitos, род. 11 марта 1987) — испанский сноубордист, член олимпийской сборной Испании по сноуборду в дисциплине хафпайп на зимних Олимпийских играх 2010 года.

## Результаты
На зимних Олимпийских играх 2010 года принимал участие в квалификации по хафпайпу, в которой занял 31-е место и не смог квалифицироваться в финальные соревнования.